# Ratna Ghosh
Pour les articles homonymes, voir Ghosh.
Ratna Ghosh est une enseignante québécoise née en 1939 à Shillong en Inde.
Elle est professeur depuis 1976 à l'Université McGill. 

## Distinctions
- 1999 - Membre de la Société royale du Canada
- 1999 - Membre de l'Académie européenne des sciences, des arts et des lettres
- 2000 - Membre de l'Ordre du Canada
- 2005 - Officier de l'Ordre national du Québec